# Beniarrés
Beniarrés község Spanyolországban, Alicante tartományban. Lakosainak száma 1096 fő (2024). Beniarrés Beniatjar, Gaianes, Lorcha/L'Orxa, Planes és Salem községekkel határos.

## Népesség
A település lakosságának változását az alábbi diagram mutatja:
| Lakosok száma | 1402 | 1363 | 1324 | 1323 | 1295 | 1254 | 1164 | 1118 | 1083 | 1096 |
|               | 2001 | 2004 | 2006 | 2009 | 2011 | 2014 | 2016 | 2019 | 2021 | 2024 |